# 5170 Sissons
5170 Sissons (1987 EH) là một tiểu hành tinh vành đai chính được phát hiện ngày 3 tháng 3 năm 1987 bởi E. Bowell ở Flagstaff.